# Mateusz Kieliszkowski
Mateusz Kieliszkowski  (12 de agosto de 1993) es un atleta de fuerza polaco. Es particularmente conocido por su capacidad hacer prensas de brazo, así como su habilidad en las Piedras de Atlas.

## Carrera como Strongman
Mateusz Kieliszkowski tuvo un interés en deportes de fuerza en el instituto. Se interesó en ser strongman específicamente a la edad de 17, después de participar en una competición de strongman organizada por su amigo. Mateusz consiguió su primer éxito grande al ganar la competencia amateur Arnold 2014, que le permitió competir profesionalmente en el Arnold Classic 2015, en donde obtuvo el tercer lugar.
Kieliszkowski obtuvo el segundo lugar en El hombre más fuerte del mundo 2019, por detrás de Martins Licis; Hafþór Björnsson quedó en tercero.

## Récords personales
- Peso muerto con correas y traje – 420 kilogramos (926 lb)[5]
- Levantamiento de tronco - 214 kilogramos (472 lb)[6]
- Prensa de mancuerna circus– 150 kilogramos (330,7 lb) (Récord mundial)[7]
- Prensa de mancuerna cyr – 145 kilogramos (319,7 lb)  (Récord mundial)
- Carga de marco - 400 kilogramos (881,8 lb) 10.7 metros (35 pies ) rampa en 7:00 Segundos (Récord mundial)
- Recorrido de carro 450 kilogramos (992,1 lb) – 10.00 Segundos (Récord mundial)[8]